# Замки України (фільм)
«Замки України» — український аматорський документальний фільм про вітчизняні Замки. 45 замків — 45 відео історій.

## Інформація про фільм
Диск «Замки України» розрахований на широкий загал українців та іноземних туристів. Ви ознайомитесь з історією виникнення, зовнішнім описом та сучасним станом замків України. Також Ви зможете прослухати неповторні легенди, історії кохання та познайомитися із найбільшими таємницями цих будівель — привидами.